# Кім Сокчін
Кім Сокчін або Кім Сок Джін (кор. 김석진; англ. Kim Seok Jin; нар. 4 грудня 1992, Квачхон, пров. Кьонгідо, Південна Корея), більше відомий як Джін (кор. 진; англ. Jin) — південнокорейський співак та автор пісень. Учасник та вокаліст південнокорейського гурту BTS.

## Життя та кар'єра

### Ранні роки та освіта
Кім Сокчін народився 4 грудня 1992 року в місті Квачхон, провінції Кьонгідо. Окрім нього в родині є старший брат. Під час навчання в середній школі Сокчін отримав пропозицію на співробітництво від агенції SM Entertainment, але відхилив її. Спочатку він мав намір стати актором, навчаючись в університеті Конкук. Сокчін завершив навчання 22 лютого 2017 року, отримавши диплом з мистецтва та акторської майстерності. Далі він вступив до магістратури Сеульського інтернет-університету (SCU), щоб продовжити навчання в інших сферах, окрім музики.

### 2013— до сьогодні: BTS
Зацікавившись його зовнішністю, компанія «Big Hit» («Біґ Хіт») запропонувала співробітництво під час прогулянки хлопця. Тоді Кім навчався акторської майстерності і не мав жодного досвіду в музиці. 13 червня 2013 року він здійснив дебют як один із чотирьох вокалістів гурту BTS із синглом з альбому 2 Cool 4 Skool.
Сокчін вперше спробував себе у ролі продюсера, випустивши соло-пісню «Awake» в альбомі Wings у 2016 році. Вона посіла 36-у сходинку в чарті «Gaon Music» та 6-у в «Billboard World Digital Singles». У грудні 2016 року на музичній платформі «SoundCloud» розмістили різдвяну версію цієї пісні.
9 серпня 2018 року в якості трейлеру до майбутнього альбому Love Yourself: Answer випустили другу соло-пісню Сокчіна «Epiphany». Редактори музичного журналу Billboard описали трек як «наростаючу поп-рок мелодію». Текст пісні сповнений темами самоприйняття та любові до себе. В альбомі Love Yourself: Answer відбувся реліз повної версії пісні, після чого вона посіла 30-у сходинку в чарті «Gaon Music» та 4-у в «Billboard World Digital Singles».

### 2015— до сьогодні: сольні проекти

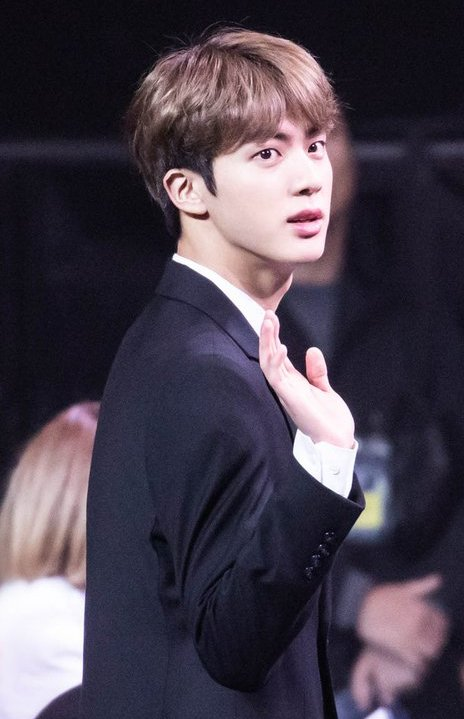
Кім Сокчін на церемонії нагородження Korean Popular Culture & Arts Awards 2018.

Сокчін співпрацював з Ві (учасником BTS) над піснею «It's Definitely You», реліз якої відбувся у рамках саундтреку дорами Хваран: Молоді поети воїни.
Він також приєднався до Чонґука (учасника BTS) у реалізації альтернативної версії «So Far Away», пісні Юнґі (учасника BTS) з мікстейпу Agust D. Також Сокчін створив та виклав на музичній платформі SoundCloud соло-кавери на пісні «Mom» Ra.D (7 травня 2015 року), «I Love You» Mate (3 грудня 2015 року) та «In Front Of The Post Office In Autumn» Юн Дохьона (7 червня 2018 року). Також він декілька разів був співведучим корейських музичних шоу Music Bank та Inkigayo.
4 червня 2019 року Сокчін випустив свою першу незалежну пісню «Tonight» як частину заходу «BTS Festa 2019» (щорічний захід святкування річниці дебюту гурту). Він записав цю акустичну баладу разом із продюсерами компанії «Big Hit» Slow Rabbit та Hiss Noise. У блозі гурту Сокчін згадав, що написав текст цієї пісні разом із лідером гурту Намджуном, думаючи про своїх домашніх улюбленців — цукрових посумів. Трек загалом отримав позитивні відгуки та похвалу за вокал та спокійний настрій.

## Творчість
Голос Сокчіна — тенор, і він вміє грати на гітарі. Критики завжди гарно озивалися про його виконання. У книзі «BTS: The Review» автора Кім Йондже зазначається, що члени колегії «Греммі» відмітили його сильний фальцет та те, як гарно він вміє контролювати своє дихання під час співу. Журналіст Чхве Сунхі написав для «Aju News», що такі сингли BTS як «Spring Day» та «FAKE LOVE» яскраво показують вокальну стабільність Сокджіна, а трек «Jamais Vu» — його емоціональний спектр. Хон Хьомін із The Korea Times описав голос хлопця як «ніжний, чуттєвий та вільний» та назвав його «визначальною складовою» сольної балади «Epiphany». Критик Пак Хіа, обговорюючи Love Yourself: Answer, відмітив, що Сокчін вклав у цей трек усі найсентиментальніші емоції серед усіх пісень альбому Love Yourself: Answer.

## Вплив
У 2018 році, за даними аналітичної компанії «Gallup», Сокчін посів 11-е місце за популярністю серед найвідоміших айдолів Південної Кореї.

## Благодійність
У грудні 2018 року на честь свого Дня народження Кім передав різноманітні приналежності (їжу, ковдри та посуд) на благодійність у Корейську асоціацію добробуту тварин. Того ж дня він передав 321 кілограм їжі до Корейських правозахисників тварин (KARA), ще одного некомерційного товариства захисту тварин.
З травня 2018 року Сокчін став щомісячним спонсором ЮНІСЕФ у Південній Кореї, попросивши, щоб інформація про його благодійні внески була приватною. Врешті-решт вона була оприлюднена, після того як у травні 2019 року співак став учасником почесного клубу ЮНІСЕФ за внески більше ніж 100 мільйонів вон (близько 84 000 доларів).

## Особисте життя
У 2018 році Сокчін придбав розкішні апартаменти в Південній Кореї за суму в 1,7 мільйона доларів. Незважаючи на це, він продовжує жити з учасниками BTS у Сеулі в районі Ханнам. У тому ж році він та його старший брат відкрили ресторан у японському стилі «Ossu Seiromushi» у Сеулі.

## Дискографія

### Пісні, які потрапили в чарти
| Назва                            | Рік                    | Рекордні позиції в чартах | Рекордні позиції в чартах | Рекордні позиції в чартах | Рекордні позиції в чартах | Рекордні позиції в чартах | Рекордні позиції в чартах | Рекордні позиції в чартах | Продажі                   | Альбом                         |
| Назва                            | Рік                    | KOR                       | KOR                       | US World                  | UK Dig.                   | SCT                       | FRA Dig.                  | HUN                       | Продажі                   | Альбом                         |
| Назва                            | Рік                    | Gaon                      | Hot 100                   | US World                  | UK Dig.                   | SCT                       | FRA Dig.                  | HUN                       | Продажі                   | Альбом                         |
| Як головний виконавець           | Як головний виконавець | Як головний виконавець    | Як головний виконавець    | Як головний виконавець    | Як головний виконавець    | Як головний виконавець    | Як головний виконавець    | Як головний виконавець    | Як головний виконавець    | Як головний виконавець         |
| -------------------------------- | ---------------------- | ------------------------- | ------------------------- | ------------------------- | ------------------------- | ------------------------- | ------------------------- | ------------------------- | ------------------------- | ------------------------------ |
| «Awake»                          | 2016                   | 31                        | —                         | 6                         | —                         | —                         | —                         | —                         | - Південна Корея: 105,382 | Wings                          |
| «Epiphany»                       | 2018                   | 30                        | 5                         | 4                         | 54                        | 60                        | 61                        | 30                        | - США: 10,000             | Love Yourself: Answer          |
| Саундтреки                       |                        |                           |                           |                           |                           |                           |                           |                           |                           |                                |
| Кім Техьон «It's Definitely You» | 2016                   | 34                        | —                         | 8                         | —                         | —                         | —                         |                           | - Південна Корея: 76,657  | Хваран: Молоді поети воїни OST |

### Інші пісні
| Рік  | Назва                    | Формат                         | Інші примітки                                                                  | Посилання |
| ---- | ------------------------ | ------------------------------ | ------------------------------------------------------------------------------ | --------- |
| 2013 | «Adult Child»            | Цифрові завантаження, стримінг | З РМ-ом та Шуґою                                                               | [ 36 ]    |
| 2016 | «Awake» (Christmas ver.) | Цифрові завантаження, стримінг | Святковий різдвяний ремікс «Awake» з альбому BTS «Wings»                       | [ 37 ]    |
| 2017 | «So Far Away»            | Цифрові завантаження, стримінг | Пісня Шуґи за участю Джіна та Чонгука; перевидання оригінального треку з Suran | [ 37 ]    |
| 2019 | «Tonight»                | Цифрові завантаження, стримінг | Вийшла у рамка заходу «BTS Festa 2019» (святкування річниці дебюту BTS)        | [ 38 ]    |

## Фільмографія

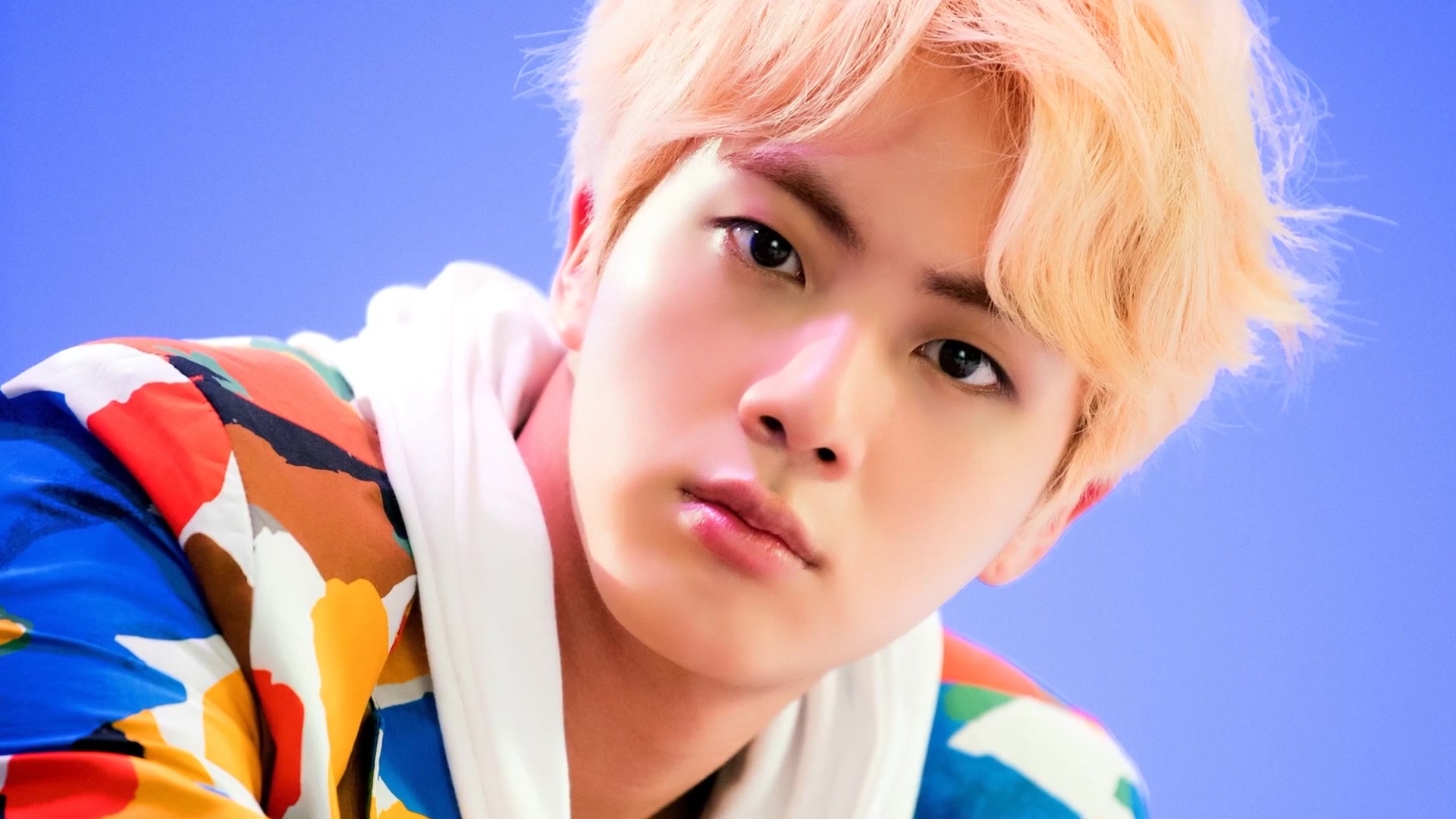
Джін під час зйомок кліпу на пісню «Idol» 19 липня 2018

### Трейлери та короткометражки
| Рік  | Назва      | Тр.  | Режисер(и)               | Прим.  |
| ---- | ---------- | ---- | ------------------------ | ------ |
| 2016 | «Awake #7» | 5:19 | Yong-seok Choi (Lumpens) | [ 39 ] |
| 2018 | «Epiphany» | 4:21 | Yong-seok Choi (Lumpens) | [ 40 ] |

### Телебачення
| Рік  | Програма                         | Роль    | Нотатки                                                                       | Прим.  |
| ---- | -------------------------------- | ------- | ----------------------------------------------------------------------------- | ------ |
| 2016 | Inkigayo                         | Ведучий | з RM, Kei, and Mijoo                                                          | [ 41 ] |
| 2016 | M Countdown                      | Ведучий | з Чіміном                                                                     | [ 42 ] |
| 2017 | M Countdown                      | Ведучий | з Чіміном та J-Hope                                                           | [ 43 ] |
| 2017 | Law of the Jungle in Kota Manado | Himself | Episodes 247—251                                                              | [ 44 ] |
| 2017 | KBS Song Festival                | Host    | with Sana, Chanyeol, Irene, Solar, Mingyu (Seventeen), Yerin, and Kang Daniel | [ 45 ] |
| 2018 | Music Bank                       | Host    | with Solbin                                                                   | [ 46 ] |
| 2018 | KBS Song Festival                | Host    | with Dahyun and Chanyeol                                                      | [ 47 ] |

### Веб-шоу
| Рік  | Назва             | Роль    | Прим.  |
| ---- | ----------------- | ------- | ------ |
| 2022 | The Drunken Truth | Ведучий | [ 48 ] |

### Фільми
| Рік  | Назва                                                | Роль      | Нотатки          |
| ---- | ---------------------------------------------------- | --------- | ---------------- |
| 2023 | Coldplay – Music of the Spheres: Live at River Plate | Грає себе | Концертний фільм |

## Нагороди і номінації
| Нагорода                      | Рік  | Категорія                                | Номінант / робота     | Результат    | Прим.  |
| ----------------------------- | ---- | ---------------------------------------- | --------------------- | ------------ | ------ |
| Asian Academy Creative Awards | 2022 | Best Theme Song or Title Theme           | «Yours»               | Номінація    | [ 49 ] |
| Asian Pop Music Awards        | 2021 | Best Film and Television Song (Overseas) | «Yours»               | Номінація    | [ 51 ] |
| Circle Chart Music Awards     | 2022 | Album of the Year — 4th Quarter          | The Astronaut         | Номінація    | [ 52 ] |
| Circle Chart Music Awards     | 2022 | Song of the Year — October               | «The Astronaut»       | Номінація    | [ 53 ] |
| The Fact Music Awards         | 2022 | Fan N Star Choice Award — Individual     | Джін                  | Перемога     | [ 54 ] |
| The Fact Music Awards         | 2022 | Most Voted Artist — Individual           | Джін                  | Номінація    | [ 55 ] |
| The Fact Music Awards         | 2023 | Best Music (Winter)                      | »The Astronaut"       | Номінація    | [ 56 ] |
| The Fact Music Awards         | 2023 | Fan N Star Choice Award — Individual     | Джін                  | В очікуванні | [ 57 ] |
| Hanteo Music Awards           | 2023 | Global Artist (Africa)                   | Джін                  | Перемога     | [ 58 ] |
| Melon Music Awards            | 2017 | Best OST                                 | «It's Definitely You» | Номінація    | [ 59 ] |
| Seoul Music Awards            | 2023 | Bonsang Award                            | »The Astronaut"       | Номінація    | [ 60 ] |
| Seoul Music Awards            | 2023 | K-wave Award                             | Джін                  | Номінація    | [ 60 ] |
| Seoul Music Awards            | 2023 | Popularity Award                         | Джін                  | Номінація    | [ 60 ] |
| Seoul Music Awards            | 2023 | Fan Choice of the Year — April           | Джін                  | Номінація    | [ 61 ] |

## Галерея

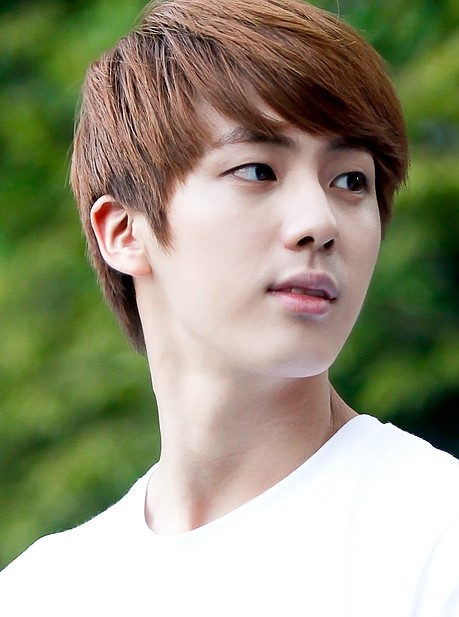
2013
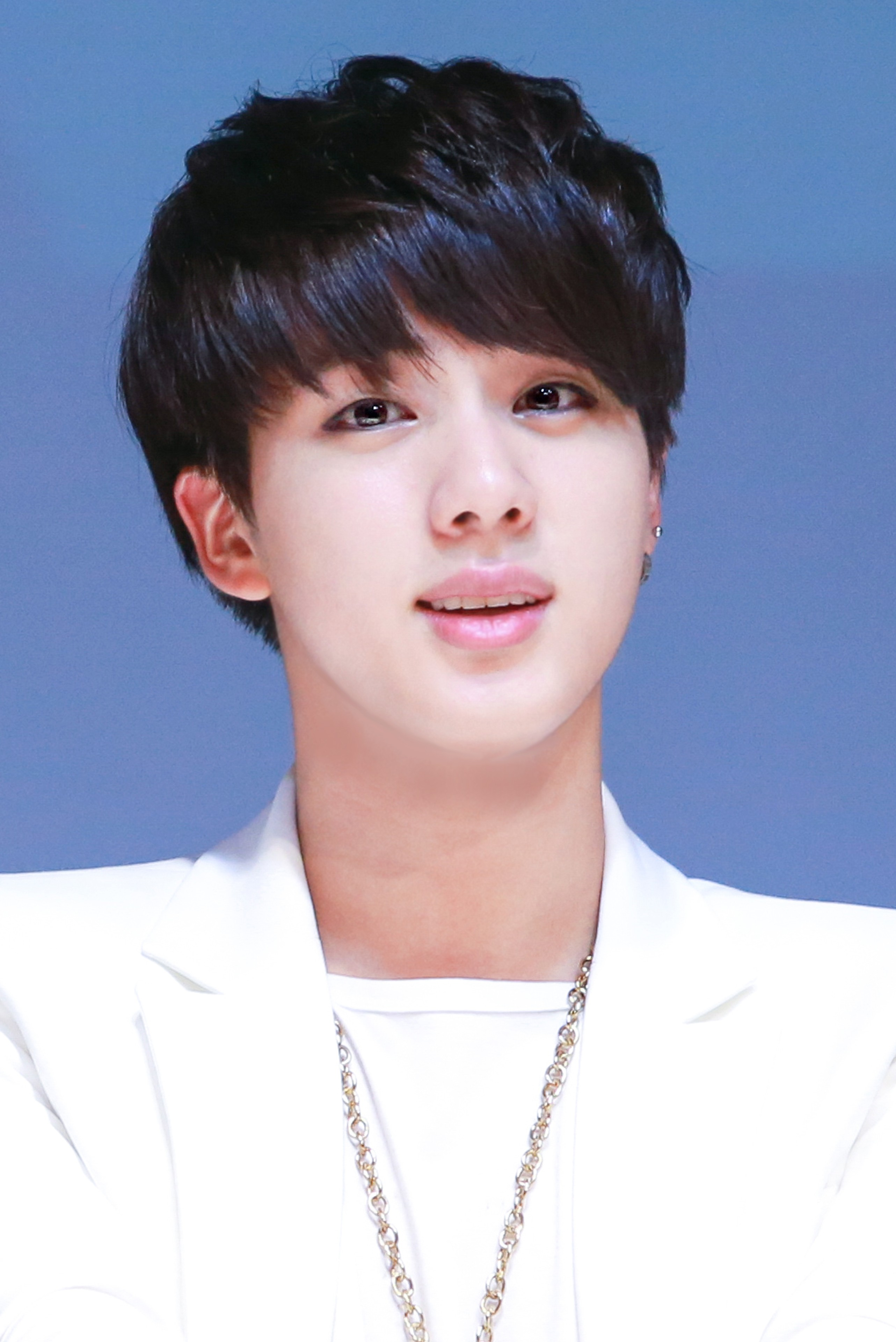
2014
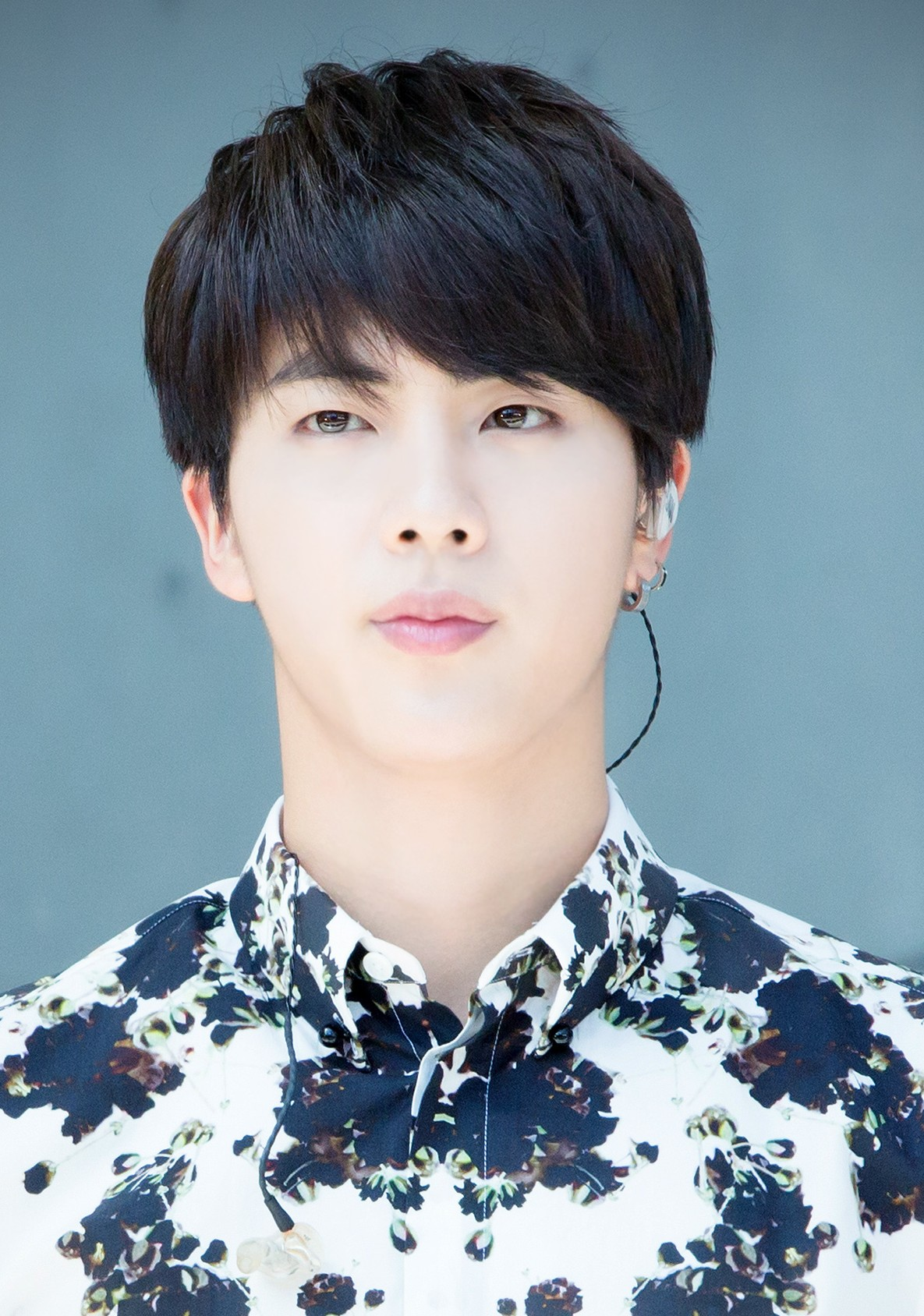
2015
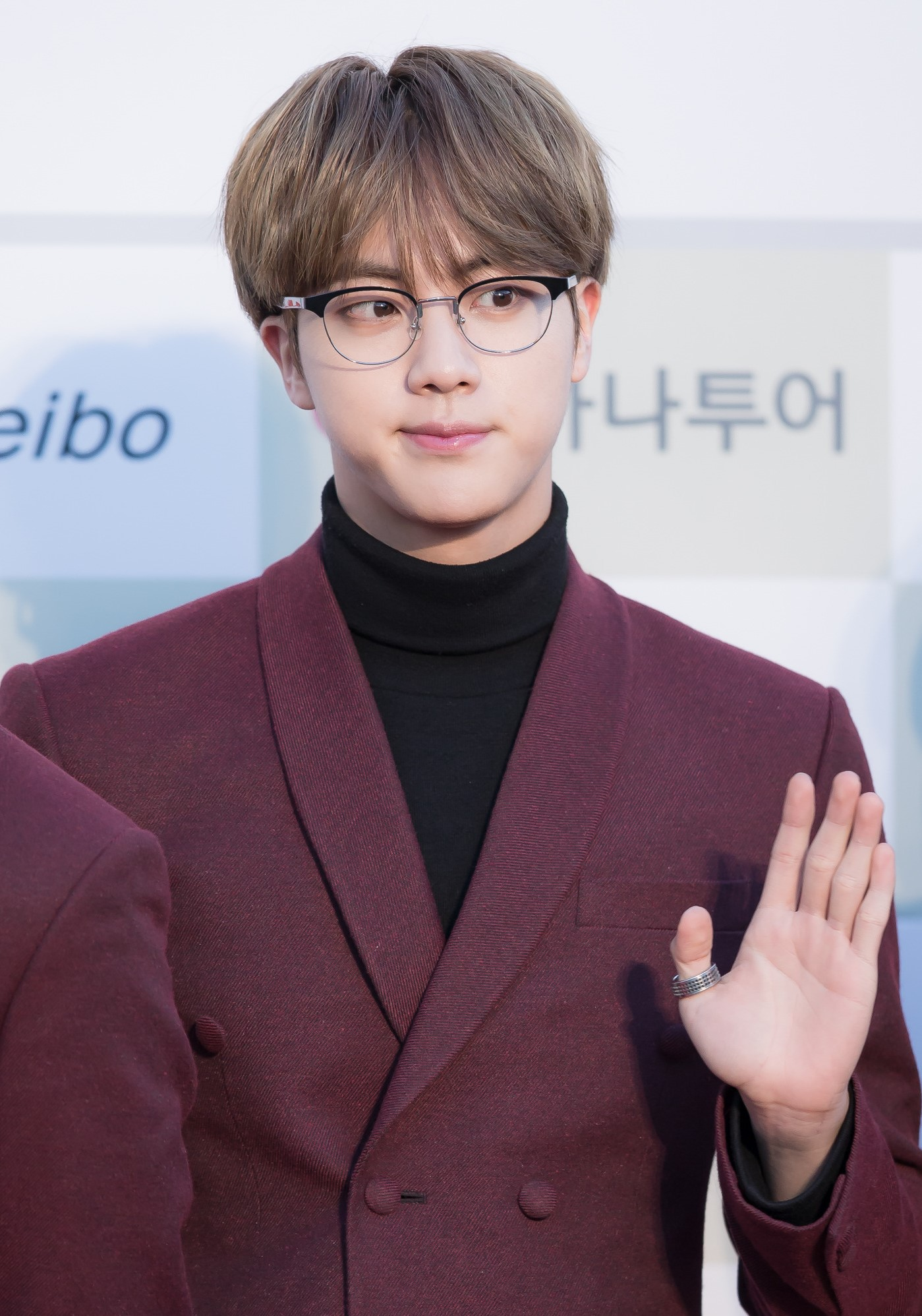
2016
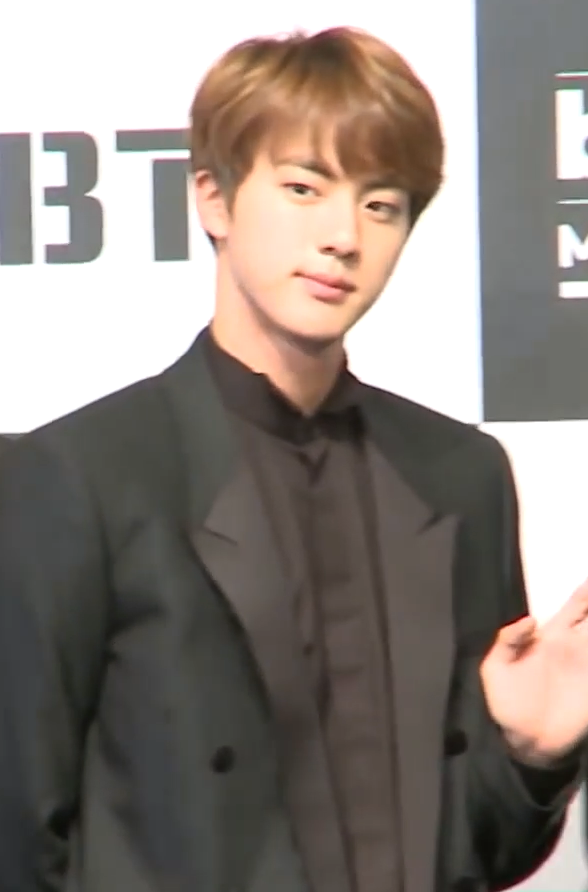
2017
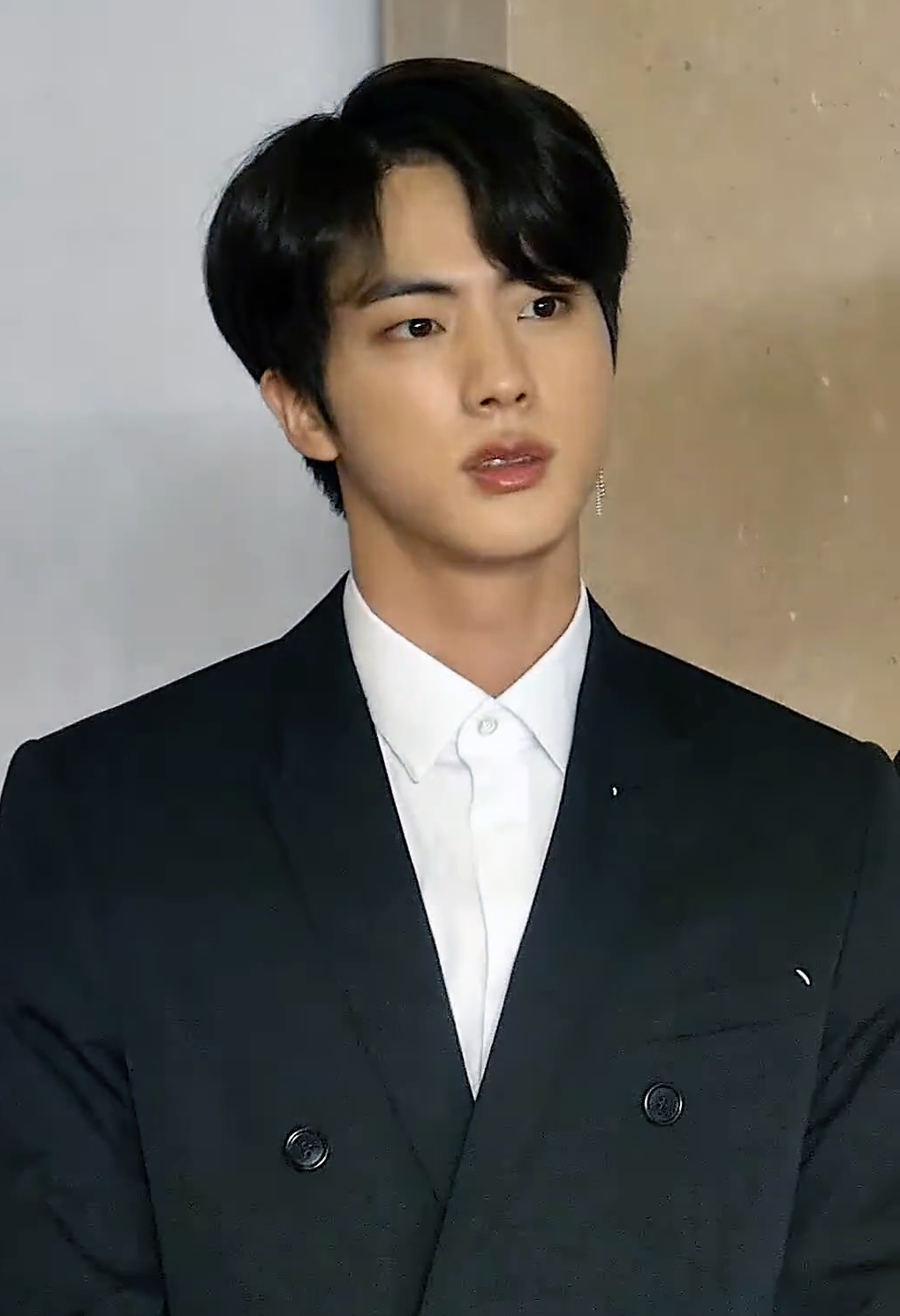
2018
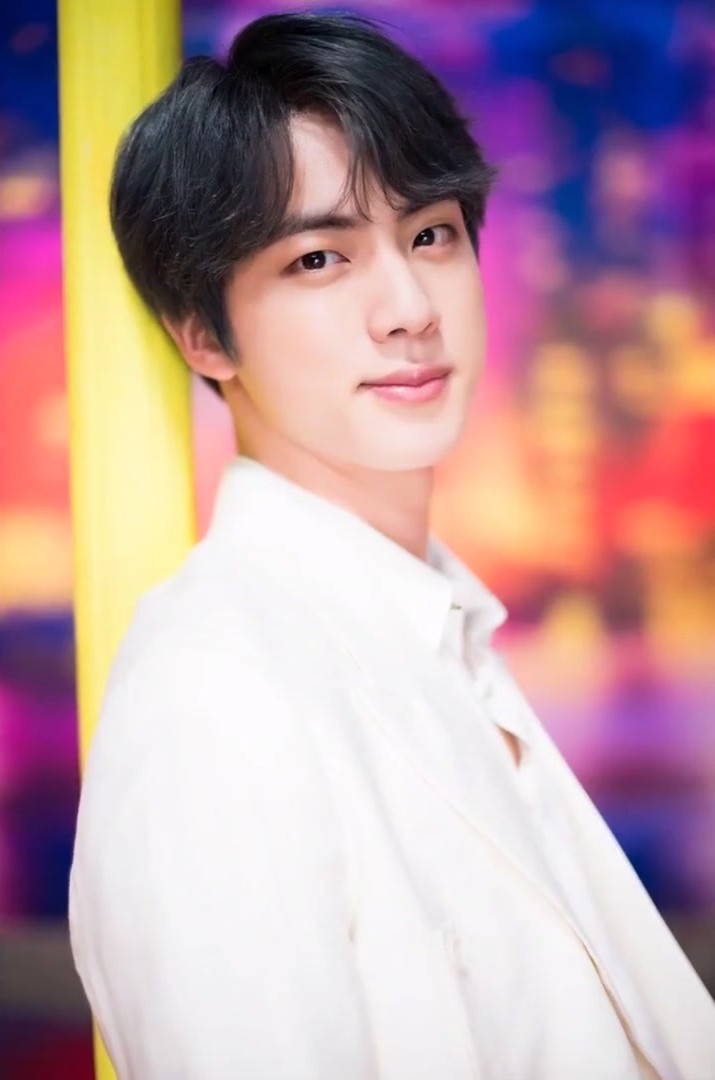
2019

## Нотатки
1. ↑  Hosted by the Hong Kong Asia Pacific International Group and Sunway Records, the Asian Pop Music Awards bases its winners on the "Asian Pop Music Chart" launched in September 2019.[50]